# Everybody Loves a Happy Ending
Everybody Loves a Happy Ending — шестой  студийный альбом британской поп-рок-группы Tears for Fears, выпущенный 14 сентября 2004 года в США и 7 марта 2005 года в Великобритании и Европе. Он был выпущен примерно через девять лет после выхода предыдущего студийного альбома Tears for Fears, Raoul and the Kings of Spain (1995) и стал первым альбомом с участием Курта Смита со времён выхода The Seeds of Love 1989 года.

## Релиз
Работа над альбомом началась в 2000 году, после того, как Орзабал и Смит положили конец своей давней вражде. Изначально альбом должен был быть выпущен на лейбле Arista в 2003 году, но кадровые изменения в руководстве лейбла (а именно уход Эл-Эй Рида, подписавшего дуэт) привели к тому, что группа разорвала отношения с лейблом до того, как была выпущена какая-либо музыка. Альбом в конечном итоге появился в США в 2004 году, когда он был там выпущен на лейбле New Door (дочерняя компания Universal Music), и в 2005 году в Соединённом Королевстве, на британском независимом лейбле Gut Records .
По данным SoundScan, к январю 2008 года в США было продано 99 000 копий альбома.

## Оценки критиков
На Metacritic, который присваивает нормализованный рейтинг из 100 обзоров основных критиков, Everybody Loves a Happy Ending имеет средний балл 65 из 100 на основе двенадцати обзоров, что означает «в целом положительные отзывы».
| Совокупная оценка    | Совокупная оценка |
| Источник             | Оценка            |
| -------------------- | ----------------- |
| Metacritic           | 65/100            |
| Оценки критиков      |                   |
| Источник             | Оценка            |
| AllMusic             | [ 3 ]             |
| The Austin Chronicle | [ 4 ]             |
| Blender              | [ 5 ]             |
| Drowned in Sound     | (5/10)            |
| The Guardian         | [ 7 ]             |
| Mojo                 | [ 8 ]             |
| Q                    | [ 9 ]             |
| The Scotsman         | [ 10 ]            |
| The Times            | [ 11 ]            |
| Uncut                | 4/10              |

## Список композиций
| №   | Название                         | Автор(ы)              | Длительность |
| --- | -------------------------------- | --------------------- | ------------ |
| 1.  | «Everybody Loves a Happy Ending» | Орзабал, Смит, Петтус | 4:21         |
| 2.  | «Closest Thing to Heaven»        | Орзабал, Смит, Петтус | 3:36         |
| 3.  | «Call Me Mellow»                 | Орзабал, Смит, Петтус | 3:39         |
| 4.  | «Size of Sorrow»                 | Орзабал               | 4:43         |
| 5.  | «Who Killed Tangerine?»          | Орзабал, Смит, Петтус | 5:33         |
| 6.  | «Quiet Ones»                     | Орзабал               | 4:22         |
| 7.  | «Who You Are»                    | Смит, Петтус          | 3:41         |
| 8.  | «The Devil»                      | Орзабал               | 3:30         |
| 9.  | «Secret World»                   | Орзабал               | 5:12         |
| 10. | «Killing with Kindness»          | Орзабал, Смит, Петтус | 5:25         |
| 11. | «Ladybird»                       | Орзабал, Смит, Петтус | 4:50         |
| 12. | «Last Days on Earth»             | Орзабал, Смит, Петтус | 5:41         |

| №   | Название          | Автор(ы)                        | Длительность |
| --- | ----------------- | ------------------------------- | ------------ |
| 13. | «Pullin' a Cloud» | Орзабал, Дорси, Маклеод         | 2:48         |
| 14. | «Out of Control»  | Орзабал, Смит, Гриффитс, Петтус | 5:08         |

Примечание
- «Size of Sorrow» была написана Роландом Орзабалом в 1990-х годах и впервые была исполнена вживую во время Elemental Tour Tears For Fears в 1993 году, как одна из нескольких новых и неизданных песен того времени. В этой более ранней версии были немного другие тексты, а главный вокал исполнила вокалистка и басистка Гейл Энн Дорси[англ.], которая работала и гастролировала с группой в тот период, когда ушел Курт Смит. Студийную версию на этом альбоме исполнил Смит.
- В припеве песни «Ladybird» цитируется английский детский стишок «Ladybird Ladybird[англ.]».

## Участники записи
- Роланд Орзабал — гитары, клавишные, ведущий вокал
- Курт Смит — бас-гитара, клавишные, бэк-вокал («Size of Sorrow», «Who You Are»)
- Чарльтон Петтус — гитары, клавишные
- Фред Элтрингхэм — ударные

плюс
- Брайан Гельтнер — ударные («Size of Sorrow»)
- Рик Баптист — труба («Everybody Loves a Happy Ending»)
- Кенни Сигал — гитара («Size of Sorrow»), бэк-вокал («Who Killed Tangerine?»)
- Гвен Снайдер — бэк-вокал («Who Killed Tangerine?»)
- Александр Гильо — бэк-вокал («Who Killed Tangerine?»)
- Джулиан Орзабал — групповой вокал («Who Killed Tangerine?»)
- Лора Грей — групповой вокал («Who Killed Tangerine?»)
- Пол Бакмастер — оркестровые аранжировки и дирижирование («Secret World»)
- Боб Бекер — альт («Secret World»)
- Чарли Бишарат[англ.] — скрипка («Secret World»)
- Боб Беккер — альт («Secret World»)
- Чарли Бишарат — скрипка («Secret World»)
- Дениз Баффман — альт («Secret World»)
- Ева Батлер — скрипка («Secret World»)
- Марио де Леон — скрипка («Secret World»)
- Жоэль Деруэн — скрипка («Secret World»)
- Стефани Файф — виолончель («Secret World»)
- Армен Гарабедян — скрипка («Secret World»)
- Берж Гарабедян — скрипка («Secret World»)
- Барри Голд — виолончель («Secret World»)
- Гэри Грант — труба, флюгельгорн («Secret World»)
- Морис Грантс — виолончель («Secret World»)
- Джулиан Холлмарк — скрипка («Secret World»)
- Ваге Айрикян — виолончель («Secret World»)
- Норм Хьюз — скрипка («Secret World»)
- Сьюзи Катаяма — виолончель, контракт («Secret World»)
- Роланд Като — альт («Secret World»)
- Питер Кент — скрипка («Secret World»)
- Стив Куяла — флейта («Secret World»)
- Гейл Леван — арфа («Secret World»)
- Майкл Маркман — скрипка («Secret World»)
- Мигель Мартинес — виолончель («Secret World»)
- Роберт Мацуда — скрипка («Secret World»)
- Кэрол Мукогава — альт («Secret World»)
- Сид Пейдж — скрипка («Secret World»)
- Сандра Парк — скрипка («Secret World»)
- Сара Паркинс — скрипка («Secret World»)
- Джоэл Пескин — баритон-саксофон, тенор-саксофон («Secret World»)
- Боб Петерсон — скрипка («Secret World»)
- Кари Прескотт — альт («Secret World»)
- Дэн Смит — виолончель («Secret World»)
- Руди Стейн — виолончель («Secret World»)
- Леса Терри — скрипка («Secret World»)
- Жозефина Верага — скрипка («Secret World»)
- Дэвид Вашберн — труба, флюгельгорн («Secret World»)
- Эван Уилсон — альт («Secret World»)
- Джон Виттенберг — скрипка («Secret World»)

### Производственный персонал
- Продюсеры: Tears for Fears, Чарльтон Петтус
- Звукорежиссёры: Стив Черчьярд[англ.], Нил Дорфсман[англ.], Марк О’Доногью, Чарльтон Петтус, Том Шик
- Микширование: Тим Палмер[англ.]
- Мастеринг: Стивен Маркуссен
- Программирование: Джейс Мерфи
- Продакт-менеджер: Михаил Качко; Координатор проекта: Синди Питерс; Координатор производства: Уте Фрислебен; Ассистенты: Энди Гвинн, Пит Новак, Майлз Уилсон
- Иллюстрации и дизайн логотипа: Алан Олдридж ; Фотография: Зорен Голд; Дополнительный дизайн: Райан Роджерс

## Чарты
| Год  | Чарт                             | Позиция |
| ---- | -------------------------------- | ------- |
| 2004 | US Billboard 200                 | 46      |
| 2004 | US Billboard Top Internet Albums | 16      |
| 2005 | UK Albums Chart                  | 45      |
| 2005 | UK Independent Albums            | 10      |
| 2005 | FRA                              | 28      |
| 2005 | GER                              | 35      |
| 2005 | NL                               | 86      |
| 2005 | SWI                              | 48      |

Синглы
| Год  | Сингл                     | Чарт                   | Позиция |
| ---- | ------------------------- | ---------------------- | ------- |
| 2004 | «Call Me Mellow»          | US Adult Top 40        | 28      |
| 2005 | «Closest Thing to Heaven» | UK Singles Chart       | 40      |
| 2005 | «Closest Thing to Heaven» | UK Independent Singles | 8       |